# Sint-Catharinakerk (Wachtebeke)
De Sint-Catharinakerk is een parochiekerk in Wachtebeke in de provincie Oost-Vlaanderen, België. Het is een gotische driehallenkerk met achtzijdige kerktoren, toegewijd aan de heilige Catharina van Alexandrië.

## Geschiedenis
Wanneer de kerk van Wachtebeke juist werd gesticht, is niet geweten maar in 1199 was er nog geen sprake van een kerk in Wachtebeke. Dat jaar verleende de bisschop van Utrecht aan het Sticht van Sint-Pieters de toelating om een kapel op te richten op grond die geschonken was door de Graaf van Vlaanderen. De inplanting van de kapel is te zien op de kaart van Sanderus. Deze kapel zou alle voorrechten van een parochiekerk gehad hebben en kort daarna zou de kerk van Wachtebeke ontstaan zijn. Op een kaart van Noord-Vlaanderen rond 1280 staat een kerk getekend. Tot omstreeks 1550 stond er een eenbeukige kerk met in het midden een achthoekige toren en aan de linkerzijde een deel van een kruisbeuk. Op de kaart van Horenbout uit 1580 staat er al een driebeukige kerk. De bakstenen Sint-Catherinakerk staat georiënteerd naar het oosten, naar Jeruzalem en is gebouwd naar het model van de Zuid-Nederlandse hallenkerken, geïnspireerd op de bouwwijze van de Franse abdij van Cîteaux. Het oudste gedeelte van het verhoogde tongewelf van de middenbeuk tot het kruisgewelf van de klokkentoren en de koorpartij met apsis waren oorspronkelijk van het eenbeukig kerkje met torenspits en huidige portaal. De kerk en zijn omgeving zijn sinds 1978 beschermd. Een laatste volledige restauratie van de kerk had plaats in 1993.

## Bezienswaardigheden
- De twee gekleurde glasramen in het hoogkoor werden in 1905 vervaardigd door Gust Landon (1863-1942) uit Gent.
- De kruisweg werd in 1905 in terracotta gemaakt door de Gents-Duitse kunstenaar Matthias Zens.
- Het kruisbeeld uit lindenhout van Artus Quellinus de Jonge (1625-1700) werd gedateerd rond 1650.
- Het schilderij "De aanbidding der Herders" werd in 1830 geschilderd door Joseph Paelinck (1781-1839) uit Oostakker.
- Het barokke zijaltaar in de linkerzijbeuk dateert van 1750-1800 en is toegewijd aan Onze-Lieve-Vrouw. Het houten gepolychromeerd beeld van de Maagd Maria met haar kind is zeventiende-eeuws.
- Het Sint-Hubertusaltaar in de rechterzijbeuk is een portiekaltaar van 1750-1800.
- Op het Sint-Catharina-altaar van de doopkapel staat een gepolychromeerd beeld van de patroonheilige van 1650-1700.

### Houtsnijwerk
- Eiken portaaldeur uit de zeventiende eeuw met een uitgesneden beeld van Sint-Catharina.
- Eikenhouten barokke preekstoel uit 1649, van Anthon Sauvage uit Gent.
- Het doksaal heeft houtsnijwerk uit de zeventiende eeuw.
- Het orgel werd gebouwd door Louis Delhaye de Jonge rond 1700-1750.
- De eikenhouten lambrisering en biechtstoel Pastor Bonus dateren van 1750-1800.
- De houten communiebank dateert uit de achttiende eeuw, met uitgesneden medaillons van Augustinus, Ambrosius, Gregorius de Grote en Hiëronymus.

## Kerkklokken
Vanaf 1832 hingen er drie klokken in de toren, de grootste woog 540 kg, de tweede 415 kg en de kleinste 300 kg. De grootste twee klokken werden op 28 september 1943 door de Duitse bezetter weggehaald. Na het einde van de Tweede Wereldoorlog werden in 1947 drie nieuwe klokken gewijd die gegoten werden in de klokkengieterij Michiels uit Doornik. De vroegere kleine klok werd verwerkt in de nieuwe klokken.
- De grootste klok weegt 1447 kg en draagt een beeltenis van het Heilig Hart.
- De tweede klok weegt 793 kg en draagt een beeltenis van de Heilige Maagd Maria.
- De kleinste klok weegt 468 kg en draagt beeltenissen van Sint-Catharina, Sint-Antonius van Padua en Sint-Jozef.

## Fotogalerij

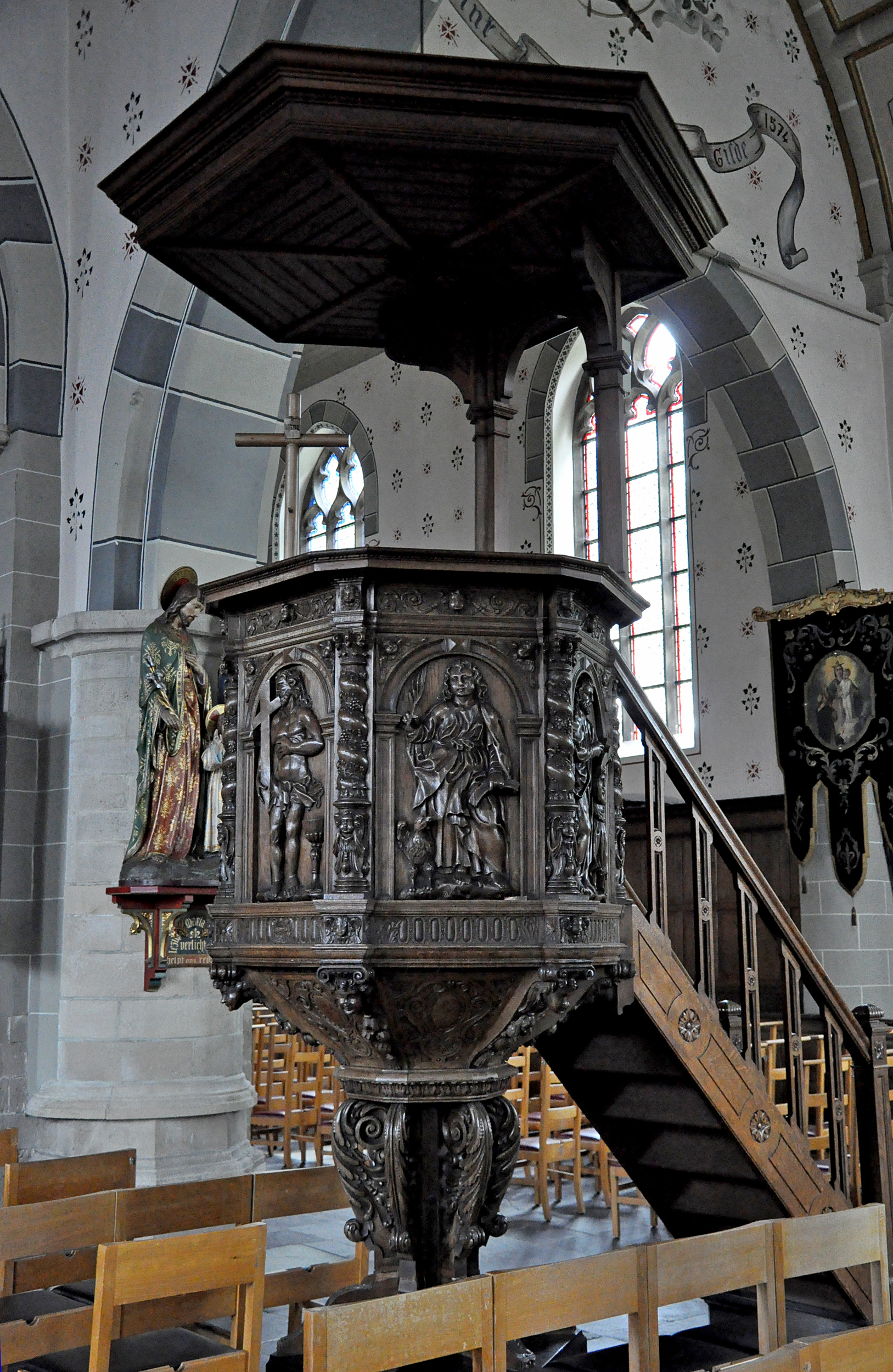
Preekstoel uit 1649
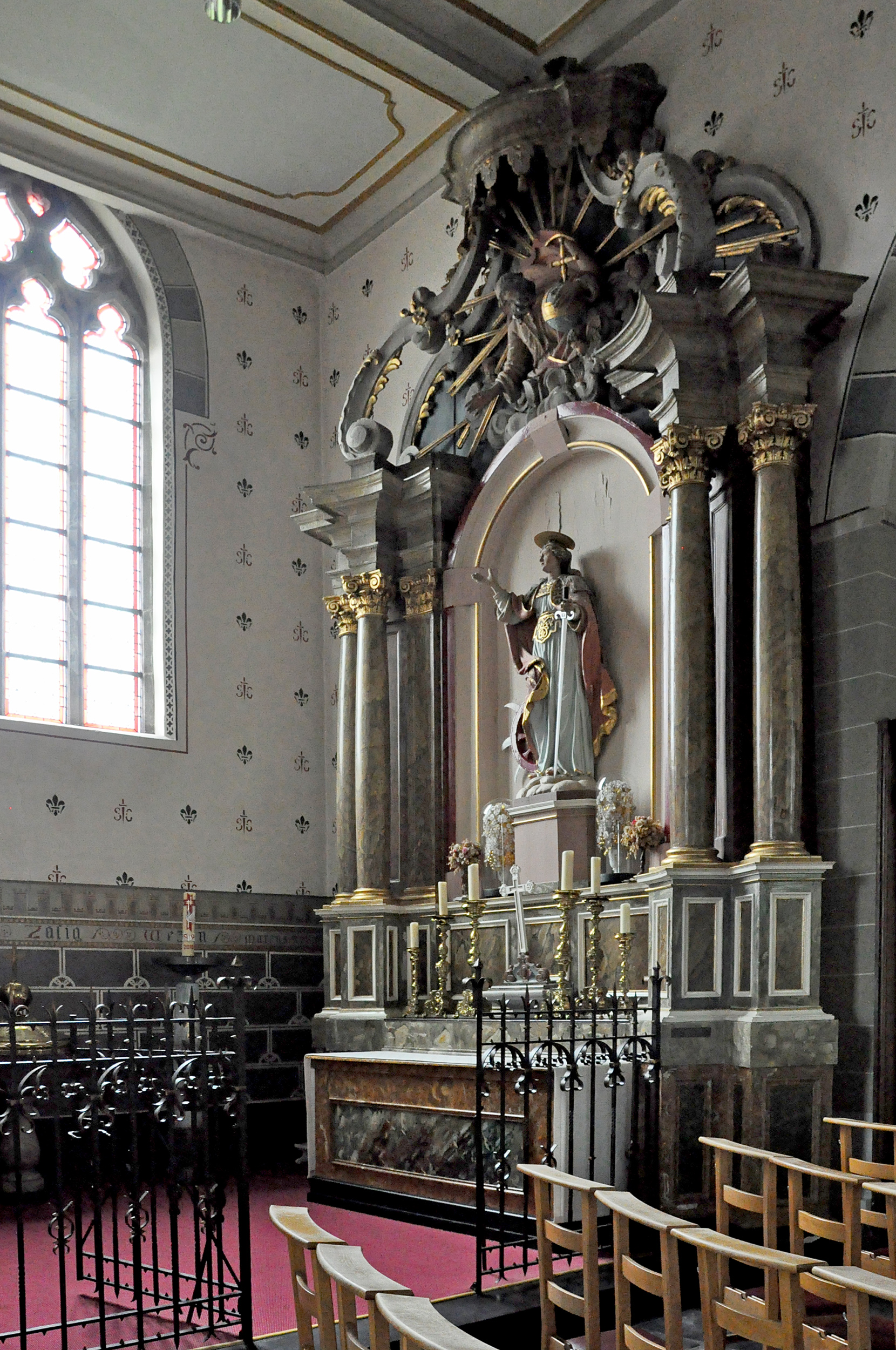
Sint-Catharinabeeld in de doopkapel
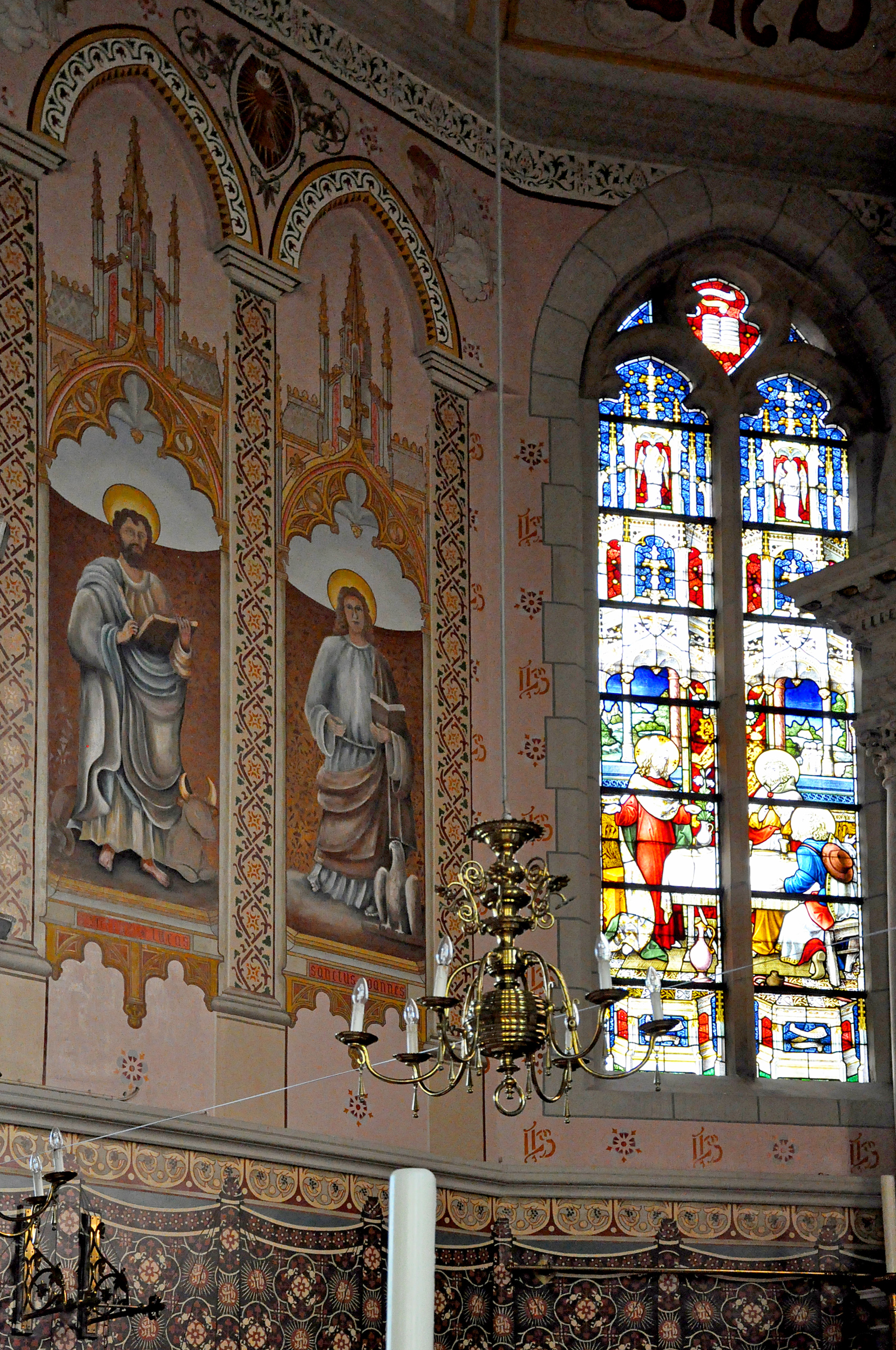
Glasramen uit 1905 van Gust Landon
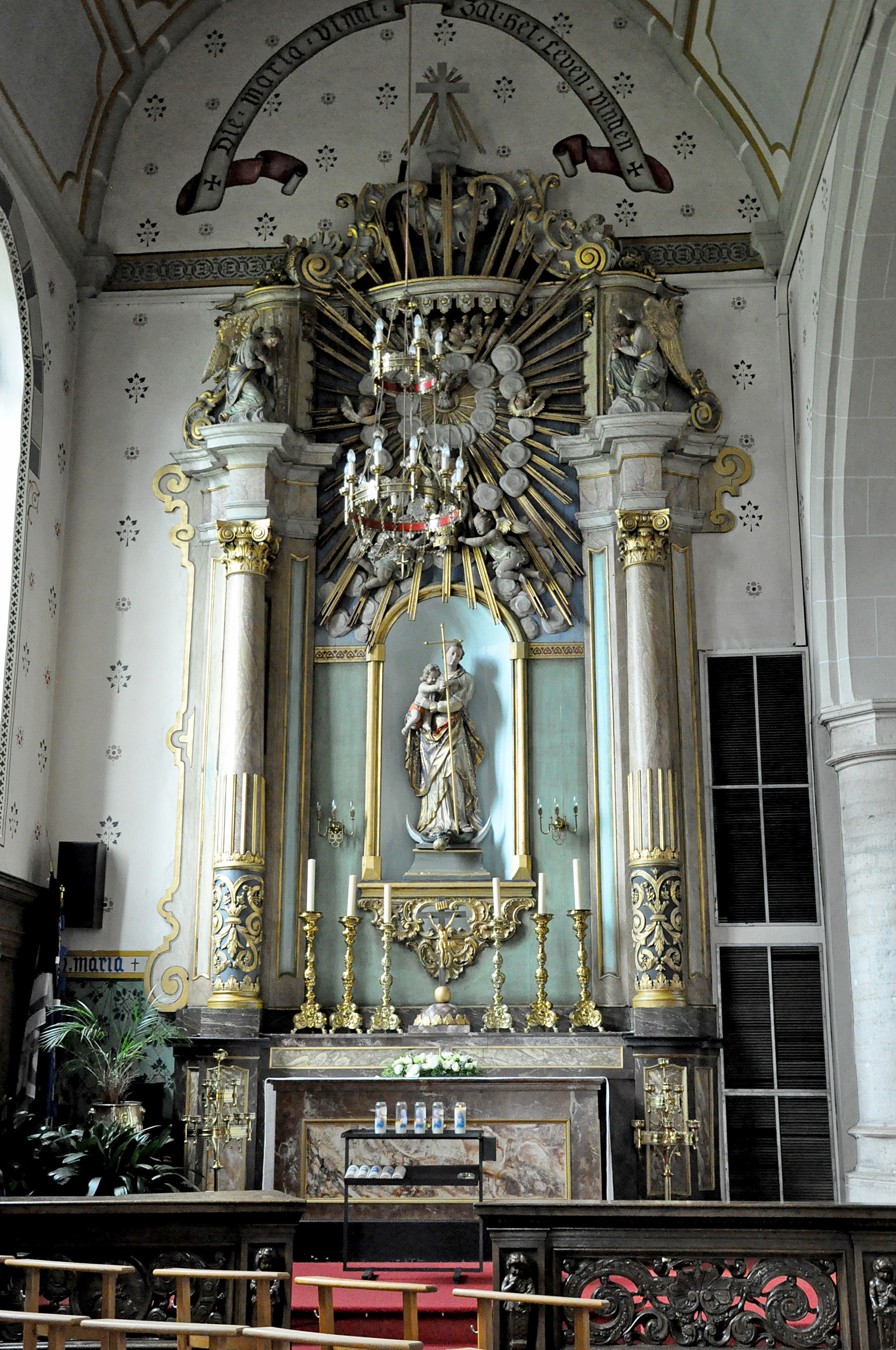
Linkeraltaar
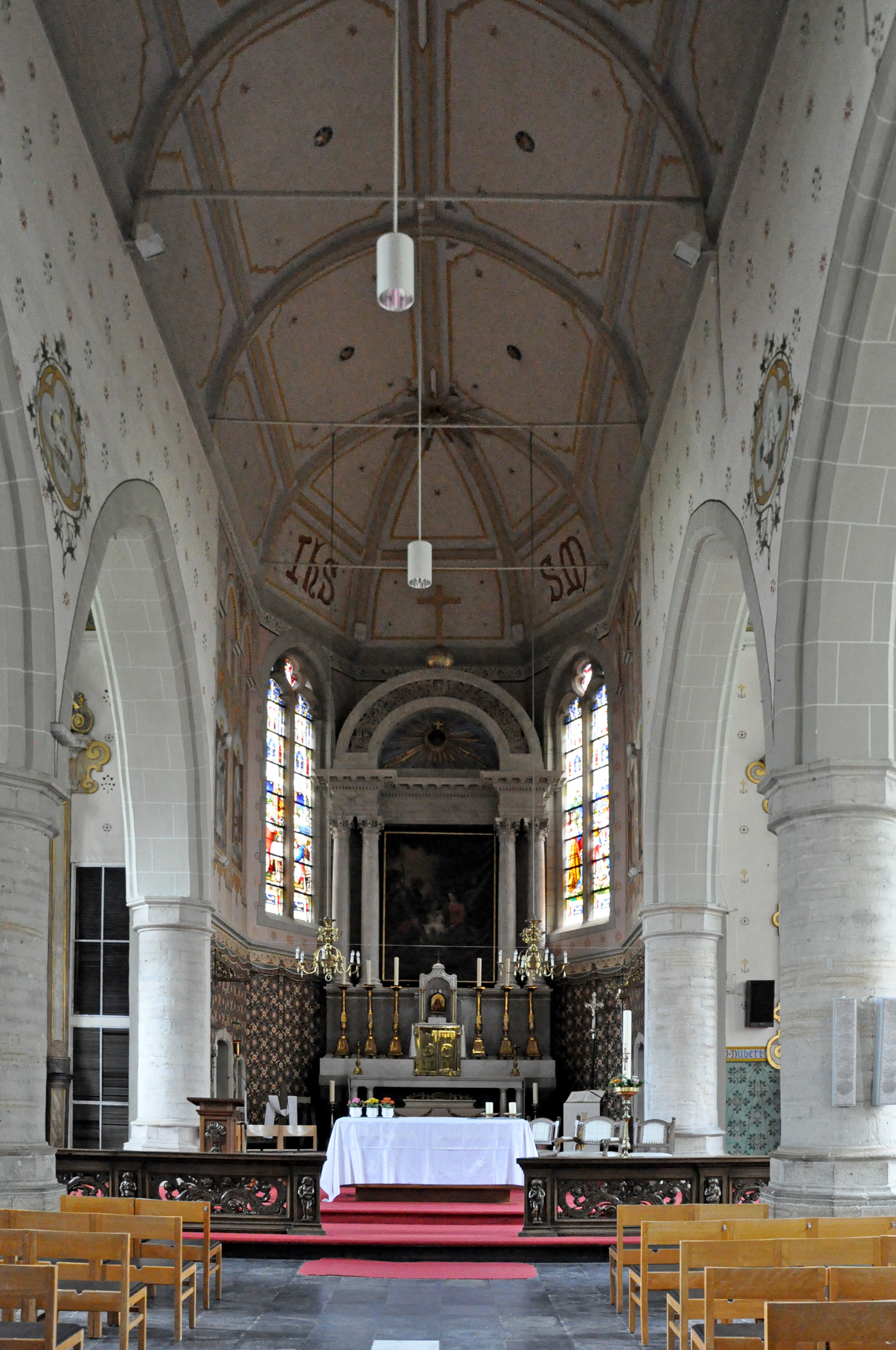
Middenaltaar
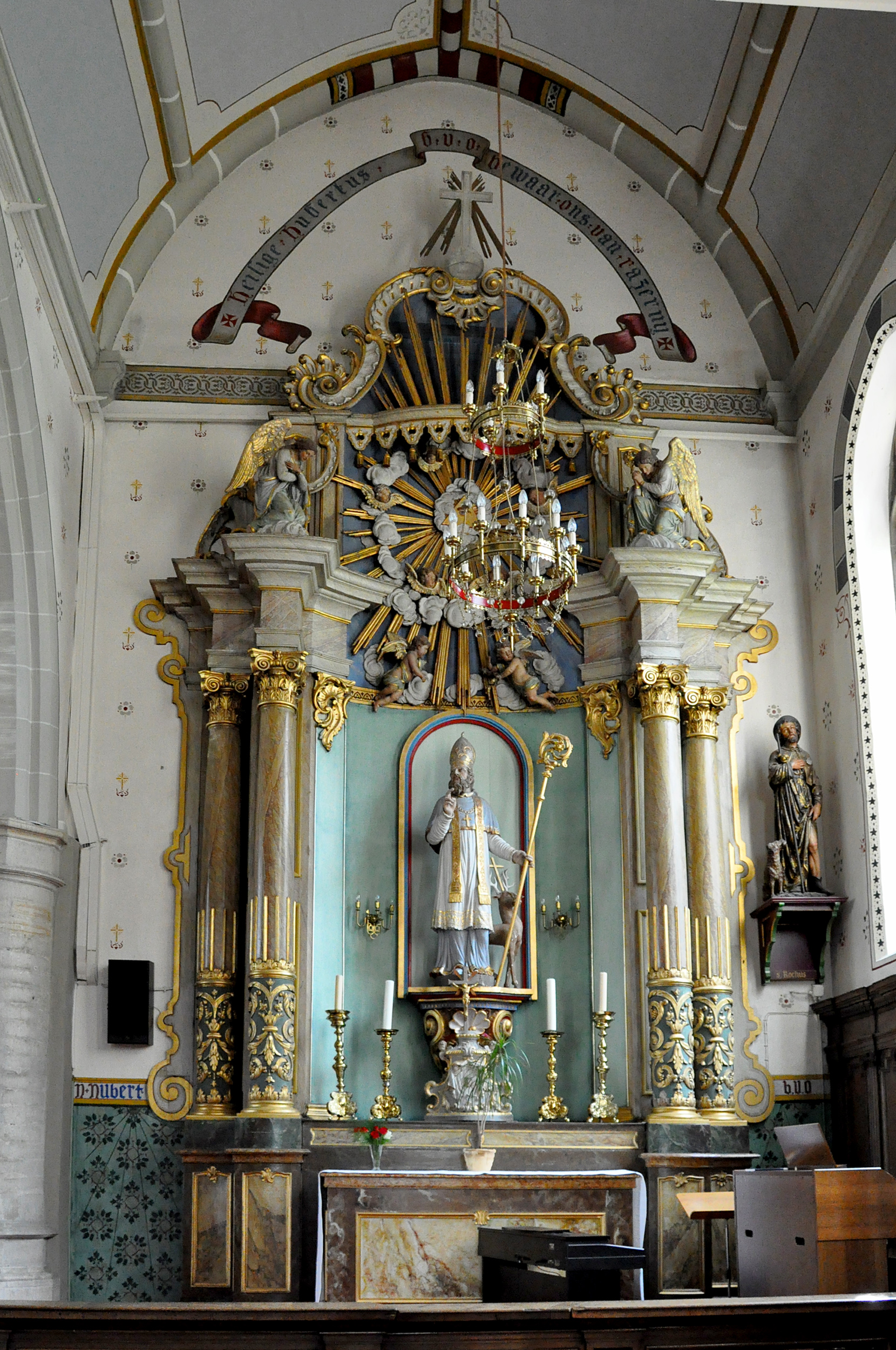
Rechteraltaar
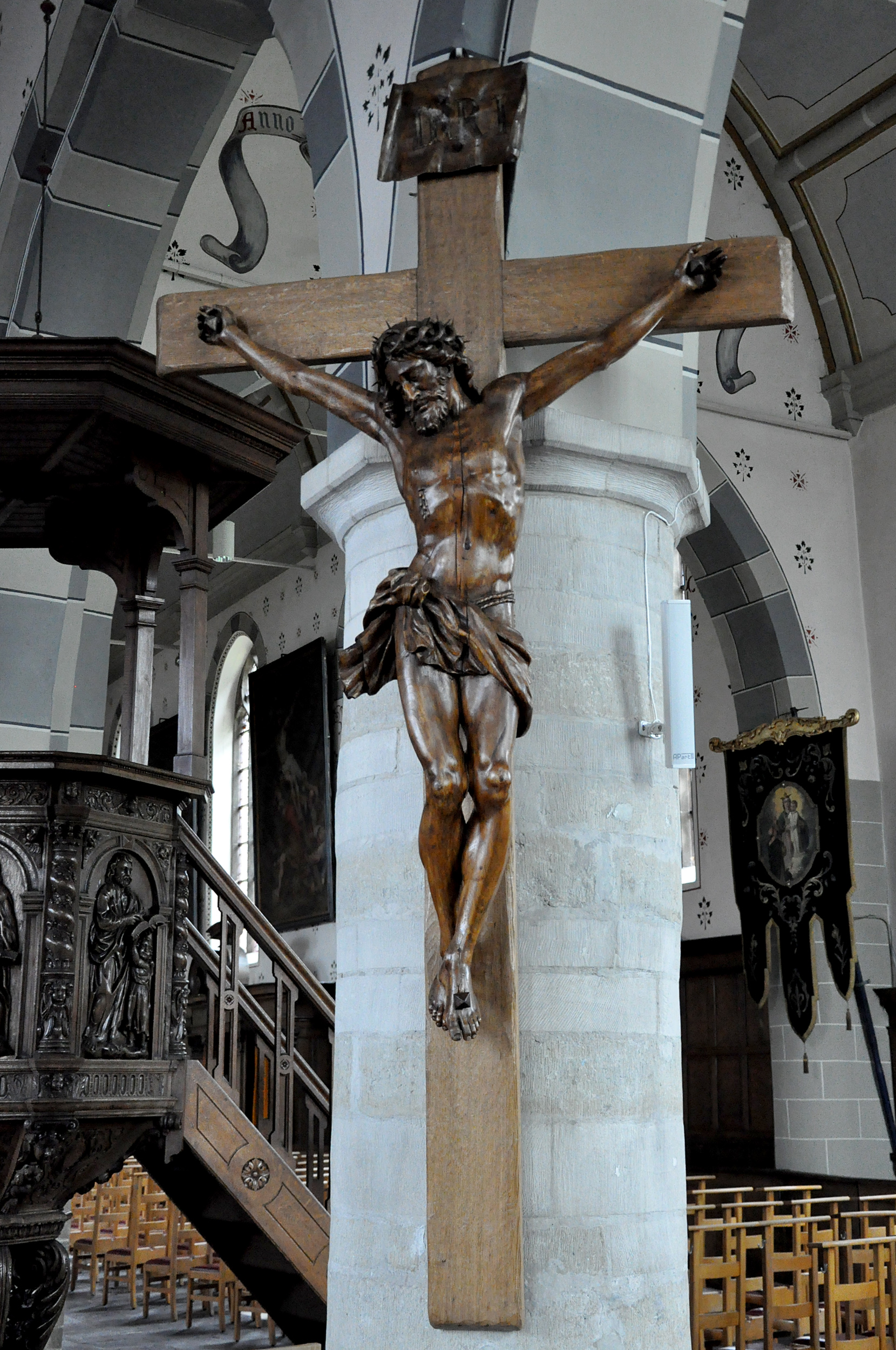
Kruisbeeld ca.1650